# سانت دي (كورنوال)
سانت دي (بالإنجليزية: St Day)‏ هي أبرشية مدنية تقع في المملكة المتحدة في إنجلترا.